# Ribadavia
Ribadavia es un municipio español situado en el oeste de la provincia de Orense, en Galicia, y perteneciente a la comarca del Ribeiro. Es sede del partido judicial n.º 2 de la provincia de Orense.

## Etimología
La etimología de su nombre significa "a orillas del río Avia", en su versión romana abobriga o latina Rippa Avie.

## Geografía
Integrado en la comarca de O Ribeiro, de la que ejerce de capital, se sitúa a 28 kilómetros de la capital provincial. El término municipal está atravesado por la autovía de las Rías Bajas A-52, por la carretera nacional N-120 en el pK 591 y entre los pK 593-599, por la carretera OU-504, que conecta con Leiro y por la carretera OU-801, que se dirige hacia Cortegada.  
El relieve está caracterizado por la presencia de dos unidades orográficas que conforman un espectacular paisaje de fértiles y profundos valles de pronunciadas pendientes, con la presencia del río Avia y su desembocadura en el río Miño, incluyendo parte del embalse de Castrelo de Miño. La altitud oscila entre los 426 metros (As Picoñas) y los 80 metros a orillas del río Miño. El área urbana descansa en el lado derecho del río Miño y la última parte del río Avia, a una altitud de 126 metros sobre el nivel del mar.  
| Noroeste: Carballeda de Avia            | Norte: Carballeda de Avia, Beade y Cenlle   | Noreste: Cenlle                 |
| Oeste: Melón                            |                                             | Este: Cenlle y Castrelo de Miño |
| Suroeste: Melón y Crecente (Pontevedra) | Sur: Cortegada, A Arnoia y Castrelo de Miño | Sureste: Castrelo de Miño       |

## Historia

### Edad Antigua
Los primeros pobladores de Ribadavia fueron los celtas, quienes fueron atraídos a la zona no solo por la belleza de ésta, sino por las riquezas de sus minas y montañas, el oro en el lecho de los ríos y las aguas termales cargadas de minerales. Posteriormente, la zona fue habitada por los romanos, quienes se dedicaron a la extracción de oro y uso de las aguas termales. Asimismo, dejaron a su paso numerosas construcciones como altares e iglesias.

### Edad Media
En el año 754, las tropas musulmanas de Abdul-Aziz asolaron la región de Orense, que fue conquistada en el año 793 por Abdul-Malek, para ser luego reconquistada y reconstruida por el rey asturiano Alfonso III, hijo de Ordoño I. La región comienza a tomar gran relevancia en tiempos de los cristianos. Entre los siglos VII y XII, la proliferación de monasterios y fortalezas contribuye al desarrollo de la agricultura bajo la comunidad del Monasterio de Arnoia. También se atribuye a esta época el mote de territorio de castela (tierra de castillos) para la región. Entre 1065-1071, Ribadavia obtuvo el título de capital del Reino de Galicia durante el reinado de Don García, en parte por el poderío eclesiástico y por la comercialización exitosa del vino del Ribeiro, que tenía cuatro virtudes: vigor, olor, color y sabor.

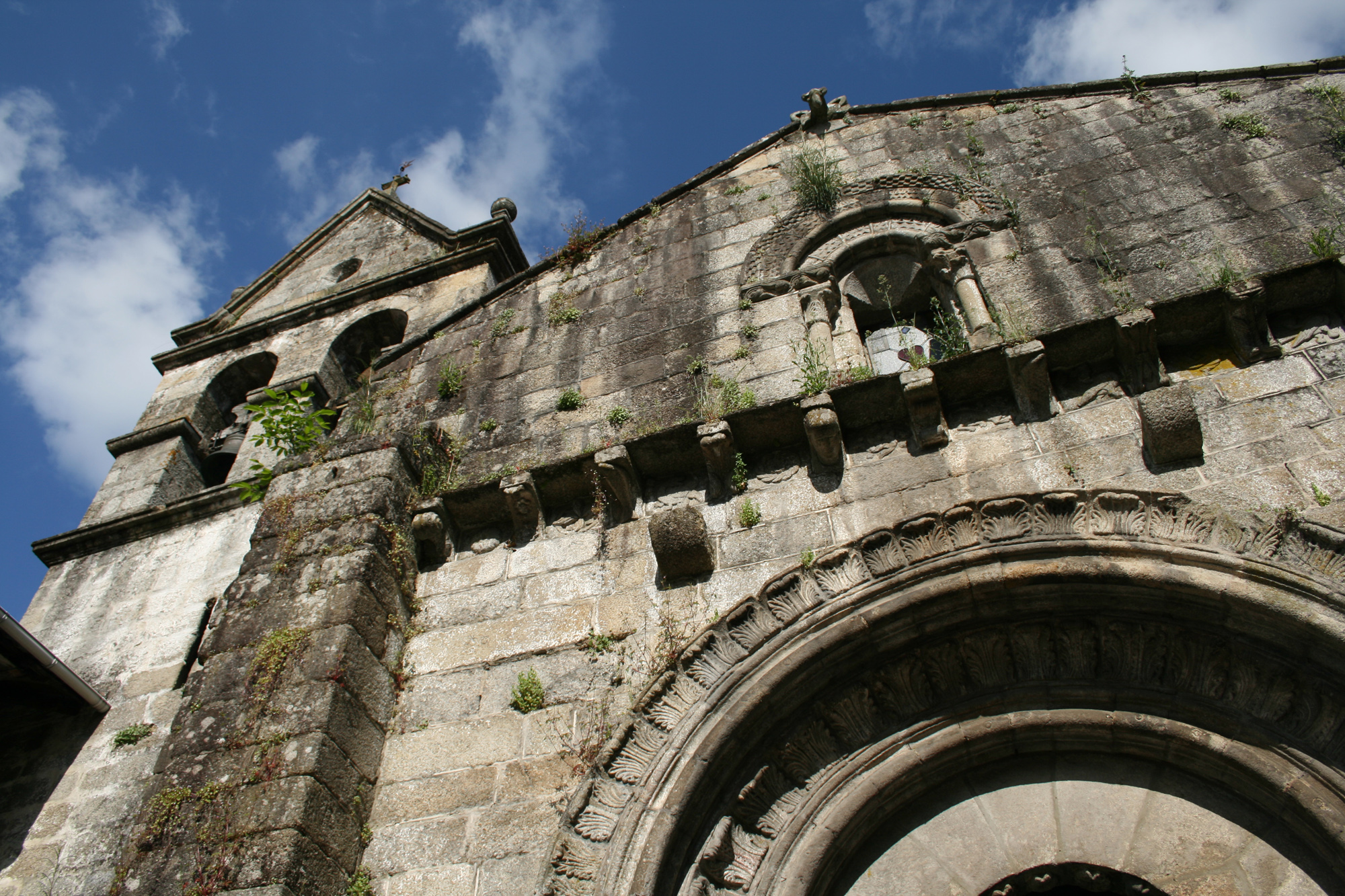
Iglesia de San Juan.

En el siglo XII, se inició la expansión demográfica y económica de la ciudad, potenciada por el poder monástico de San Clodio, Santa María de Melón y Osera y el poder de la encomienda de la Orden de Malta en Beade, unida a la producción y comercialización del vino del Ribeiro. Los monjes se encargaron de realizar contratos con pequeños terratenientes en las orillas del río Miño para establecer granjas y prioratos dedicados al cultivo de la vid, en tanto que reconocían las excelentes virtudes del vino de la zona. Prosperó en la villa una comunidad hebrea agrupada en torno a la denominada Porta Nova, atraída por posibilidades interesantes para sus negocios. La población judía alcanzó una gran densidad en Ribadavia y se presume que tuvieron una relevancia notable en la exportación de la producción vitivinícola por sus contactos en el norte de Europa. Además de comerciantes, ejercieron oficios de artesanos como herrero, sastre, zapatero, etc. El Barrio Judío fue declarado monumento nacional y todavía conserva sus características del Medioevo.

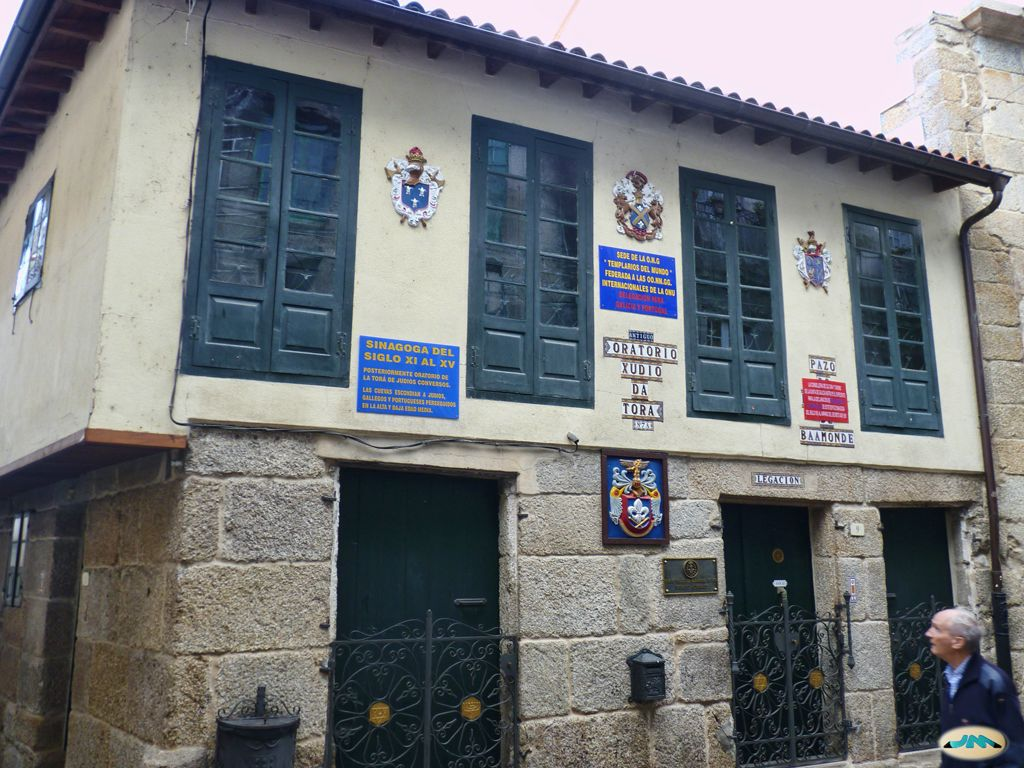
Antigua sinagoga de Ribadavia

En el año 1375, Enrique II de Trastámara nombra a Don Pedro Ruiz Sarmiento señor de Ribadavia y Adelantado Mayor del Reino de Galicia por su apoyo en la guerra dinástica contra su hermanastro, Pedro I, con lo que comienza el señorío de Ribadavia con los Sarmiento, lo que ocasiona la pérdida del estatuto de villa realenga.
En el año 1386, los ingleses bajo el mando del duque de Lancaster invadieron y saquearon Ribadavia, quien pretendía el trono castellano por su matrimonio con una hija de Pedro I, pero encontró una tenaz resistencia popular. El conflicto quedó zanjado con el Acuerdo de Bayona (1388). Tras un largo y épico asedio donde los burgueses resistieron más que los caballeros, los ingleses ocuparon la villa durante nueve meses antes de ser vencidos. Los habitantes de la judería mostraron especial tenacidad en la defensa de las murallas de Magdalena y Porta Nova, aunque sus hogares fueron arrasados con particular desdén por parte de las tropas extranjeras.
En el siglo XIV, se inicia la exportación del vino del Ribeiro por toda España y Europa, a Francia, Portugal, Italia y en especial Inglaterra. Se transportaba en balsas y carruajes para el embarque en los puertos y era fundamental la navegabilidad del Miño para estos menesteres. El comercio fue continuo, abundante y próspero hasta el siglo XVIII. Existe constancia documental de que en 1592 se embarcó en Ferrol con destino a América 127 pipas de vino Ribeiro a 190 reales. Se cultivaba y destilaba el vino con tal perfección e intensidad por lo que alcanzó un enorme su prestigio internacional. Reputado entre los mejores de España de la época, Cervantes en su obra El licenciado vidrieras o en su Descripción del Reino de Galicia se refiere a Ribadavia como la «Madre del vino en quilate subido». 
El dominio de los Sarmiento, naturales de Ribadavia, fue reforzado en 1476 con la institución del Condado de Ribadavia en favor de Bernardino Pérez Sarmiento, privilegio concedido por los Reyes Católicos como pago por su ayuda en la guerra dinástica contra Juana la Beltraneja y su aliado gallego Pedro Madruga. En 1494, los mismos monarcas expulsaron a los judíos de los territorios, pero en el reino de Galicia hubo una notable ausencia de pogromos bajomedievales, ya que muchos hebreos optaron por convertirse al cristianismo o bien resguardarse en la frontera con Portugal, para regresar cuando los inquisidores se marcharan. 

### Edad Contemporánea
La banda de música de la villa, La Lira de Ribadavia, se formó en 1840 y está considerada como una de las más antiguas de Galicia.
En 1853, apareció en la comarca una plaga en las vides, el oidium, que diezmó en muy poco tiempo la producción vitivinícola e inició la época de mayor hambruna y ruina de Ribadavia. En 1892, el mildiu y la filoxera volvieron a atacar las vides, por lo que las variedades autóctonas de la planta dieron lugar a otras más fuertes, pero de menor calidad. Así, el viñedo cedió protagonismo y calidad por lo que la alternativa ante la pobreza fue el éxodo.
Durante la guerra civil carlista contra la banda de Mateo Guillade y las tropas de la milicia nacional de la comarca tuvieron lugar varios enfrentamientos. Durante la revolución de 1868, Ribadavia tuvo como alcalde a Cesáreo Rivera Abraldes quien ocupó el primer puesto de alcalde en el sexenio democrático (1868-1873). Durante su mandato, organizó una milicia local de ocho compañías para precaverse de las partidas carlistas que asolaban la provincia. Aprovechando la cercanía de la frontera con Portugal para guarecerse del ejército regular español, fundó la logia masona "Luz de Avia n º 64" entre 1871 y 1894.
El 4 de marzo de 1881, se inauguró la estación de ferrocarril de Ribadavia, paso importante de la vía férrea entre Vigo y Orense.
A principios del siglo XX, los habitantes formaron asociaciones agrícolas para modernizar sus cultivos y para que el gobierno derogase los foros dado que existían en la provincia, foros caros que gravitaban sobre los viñedos, haciendo que el nivel de vida fuese bajo y aumentase la sangría de la emigración a América. La agitación social se intensificó en Orense y Ribadavia, las capitales del agrarismo; las asociaciones agraristas de Ribadavia y San Paio fueron las más radicales con la estrategia de no pagar el foro. Así se da un mitin agrarista en Ventosela en 1920. 
La villa fue una de las primeras poblaciones gallegas en celebrar la llegada de la Segunda República española. 
En julio de 1936 el alcalde de Izquierda Republicana, Benito Gallego Montero, fue detenido. El 9 de febrero de 1937 fue fusilado en Orense junto con otros tres vecinos de Ribadavia relacionados con partidos y sindicatos de izquierda. 
En 1943, la Diputación provincial eligió al alcalde Tirso Sánchez Rey para el cargo de procurador en Cortes en la I Legislatura de las Cortes Españolas (1943-1946), en representación de los municipios de esta provincia
La ciudad fue declarada Monumento Histórico Artístico en 1947. 
Tras la transición se dio una alternancia de gobiernos de UCD, PSOE, y después el PP, nunca existiendo mayoría absoluta, tras 12 años de gobierno del PSOE en Ribadavia, y dos años de gobierno de los populares tras las elecciones del 26 de mayo de 2019, en la actualidad existe un gobierno de coalición entre PSOE y Ribeiro en Común.

## Geografía humana

### Demografía
Cuenta con una población de 4936 habitantes (INE 2024).
| Gráfica de evolución demográfica de Ribadavia entre 1842 y 2021 |
| |
| Población de derecho según los censos de población del INE Población de hecho según los censos de población del INEEn estos censos se denominaba Rivadabia: 1842 y 1857 Entre el censo de 1960 y el anterior, disminuye el término del municipio porque independiza a 32018 (Carballeda de Avia) |

| Evolución de la población de Ribadavia - desde 1900 hasta 2022 -                                                                     |       |       |       |       |       |       |       |       |       |       |       |       |
| 1900 | 1930  | 1950  | 1981  | 2004  | 2007  | 2010  | 2011  | 2012  | 2013  | 2020  | 2021  | 2022  |
| 4.788 | 6.341 | 7.369 | 7.050 | 5.510 | 5.390 | 5.319 | 5.230 | 5.319 | 5.230 | 5.012 | 5.005 | 5.003 |
| Fuentes: INE e IGE (Los criterios de registro censal variaron entre 1900 y 2011, y los datos del INE y del IGE pueden no coincidir.) |       |       |       |       |       |       |       |       |       |       |       |       |

### Organización territorial
El municipio está formado por diecinueve entidades de población distribuidas en ocho parroquias:
- Camporredondo[10] (San Andrés)[9][12][11]
- Esposende (Santiago)
- Francelos (Santa María Magdalena)[9]
- Regodeigón (San Cristóbal)[9][13]
- Ribadavia (Santo Domingo de Afuera)[9][10][14]
- Sanín (San Pedro)
- Santo Domingo de Ribadavia[9][10][14]
- Ventosela (San Pelagio)[9][15]

## Transporte
Está comunicada por la carretera nacional N-120, de Orense a Vigo, y la Autovía de las Rías Bajas A-52. La distancia a la capital de la provincia, Orense, es de 28 km y 65 km a Vigo, si bien sus relaciones con esta última ciudad son tan importantes como con Orense, tanto económica como culturalmente, relaciones mantenidas durante siglos, ya que Ribadavia perteneció al obispado de Tuy hasta 1954 y no al de Orense (igual que los cercanos municipios de Melón, Carballeda de Avia, Leiro, Beade y Padrenda, también tudenses histórica, cultural y hasta lingüísticamente. Es cabeza de partido judicial de la comarca del Ribeiro.
Está comunicada por ferrocarril, con Orense, Vigo, León, Valladolid y Madrid.

## Corporación municipal
| Resultado elecciones municipales del 28 de mayo de 2023 en Ribadavia |       |            |            |
| Nombre                                                               | Votos | Porcentaje | Concejales |
| Partido Popular de Galicia                                           | 1.684 | 51.59%     | 7          |
| Partido dos Socialistas de Galicia                                   | 719   | 22.02%     | 3          |
| Bloque Nacionalista Galego                                           | 426   | 13.05%     | 2          |
| Agrupación de Electores Ribeiro en Común                             | 246   | 7.53%      | 1          |

| Resultado elecciones municipales del 26 de mayo de 2019 en Ribadavia |       |            |            |
| Nombre                                                               | Votos | Porcentaje | Concejales |
| Partido Popular de Galicia                                           | 1.226 | 37.15%     | 5          |
| Partido dos Socialistas de Galicia                                   | 1.075 | 32.58%     | 4          |
| Agrupación de Electores Ribeiro en Común                             | 725   | 21.97%     | 3          |
| Bloque Nacionalista Galego                                           | 274   | 8.30%      | 1          |

| Resultado elecciones municipales del 25 de mayo de 2015 en Ribadavia |       |            |            |
| Nombre                                                               | Votos | Porcentaje | Concejales |
| Partido dos Socialistas de Galicia                                   | 1.136 | 34.08%     | 5          |
| Partido Popular de Galicia                                           | 1.112 | 33.36%     | 5          |
| Bloque Nacionalista Galego                                           | 404   | 12.12%     | 1          |
| Agrupación de Electores Ribeiro en Común                             | 379   | 11.37%     | 1          |
| Compromiso por Galicia                                               | 264   | 7.92%      | 1          |

## Patrimonio
- Castillo de Ribadavia.
- Capilla prerrománica de San Xes de Francelos.
- Conjunto monumental del santuario de Nuestra Señora del Portal e iglesia de Santo Domingo.
- Barrio Judío.
- En la sierra del Suído se encuentran los singulares chozos.

## Festa da Istoria(Fiesta de la Historia)
Es una fiesta dentro de un ambiente medieval de origen judío en la que participa gran parte del pueblo y la comarca. Dentro de los objetivos básicos de esta fiesta se encuentran la recuperación de tradiciones ancestrales e históricas, que formaron parte de su historia y de la comarca. 
La ciudad se engalana por todas sus calles y totalidad de los habitantes y la gran parte de los visitantes se visten con ropas de la época para intentar recrear el ambiente que se debía vivir en aquella época. La organización es muy completa llegando a editar su propia moneda, los maravedís, para la realización de las distintas transacciones comerciales que se pueden realizar durante la fiesta como son alquilar trajes de época, degustar diferentes comidas, tanto medievales como judías, o comprar distintos objetos de artesanía. 
Durante la fiesta se realizan numerosos actos de promoción de oficios artesanales o desaparecidos, exposiciones de objetos medievales, así como otras actividades relacionadas con la época medieval, muchos de ellos especialmente centrados en los niños. Los actos centrales son el Torneo Medieval, la simulación de una Boda Judía, y una Cena Medieval que cierra la fiesta.